# Hesperomeles cuneata
Hesperomeles cuneata là loài thực vật có hoa trong họ Hoa hồng. Loài này được Lindl. mô tả khoa học đầu tiên năm 1837.